# 拔萃女書院
拔萃女書院，為香港歷史最悠久的聖公會女校之一，位於九龍官涌佐敦道1號。拔萃女書院現以直資學校模式運作，以英語為教學語言。學校為香港著名學府，在學術、音樂及體育多方面均有卓越成就；拔萃女書院是拔萃女小學的一條龍中學。

## 歷史

### 戰前
1899年，拔萃女書室 (Diocesan Girls' School and Orphanage) 在般咸道玫瑰行（Rose Villas）成立，因與曰字樓女館(Diocesan Native Female Training School)皆以女性教育為宗旨，才以其繼承者自居，將創校年份回溯至1860年。
1900年，拔萃書室校長俾士(G. H. Piercy, 1856-1941)將女書室校長一職交接予初抵港的史及敦女士（Ms. E. S. Skipton）。
1912年，拔萃女書室計畫遷往九龍，拔萃男書室捐款萬元，予以補助。
1913年，學校終於遷入九龍現址，之前為一片稻田 。20世紀20年代，學校採用Daily Giving Service的校訓，即校名縮寫DGS的相同。二次大戰期間，學校被日軍佔用，改為憲兵總部。1945年9月，學校重開，Ms. Gibbins任戰後首任校長（香港淪陷期間她被關押于赤柱监狱）。Gibbins一獲釋，隨即渡海，回到校舍，校舍逃過遭洗劫的下場。

### 戰後
20世紀50年代，隨著近學校的煤氣站的關閉，學校能夠擴大校舍。建於愛德華時代的建築被拆除，新建了三棟校舍，以容納更多學生。
1993年，學校啟動了一個大型擴建計劃，兩棟新校舍分別於1993年與1996年落成。此後，一個新階段的擴建計劃完成，於2007年1月12日正式揭幕。
2005年，學校慶祝其145周年校慶，有關其歷史的音樂作品“The DGS Girl”亦于沙田大會堂上演。
為紀念前校長Joyce Symons博士，拔萃女小學以“Daily Giving Joyful Service”為校訓。此乃“Daily Giving Service”之變體。
2006年，學校參加直接資助計劃。
2009年，因舊址大型重建工程，中學部暫遷到深水埗青山道101號前德貞女子中學校舍，小學部暫遷到前香港道聯會湯鄧淑芳紀念學校的空置校舍。是次重建只保留2006年落成之建築部份，耗資逾四億港元。
2011年9月，重建工程完成，學校遷回佐敦道1號舊址。
2023年，出版校史Daily Giving Service: A History of the Diocesan Girls' School, Hong Kong。

## 歷任校長
| 任次 | 校長                                 | 任期          | 備註                                               |
| ---- | ------------------------------------ | ------------- | -------------------------------------------------- |
| 1.   | 韋以信（Miss Wilson）                | 1860年-1863年 | 曰字樓女館時期                                     |
| 2.   | 伊頓（Miss M. Eaton）                | 1863年-1866年 | 曰字樓女館時期                                     |
| 3.   | 岳士列（Miss Oxlad）                 | 1866年-1870年 | 曰字樓女館時期                                     |
| 4.   | 雅瑟（Mr. W.M.B. Arthur）            | 1870年-1878年 | 曰字樓女館時期                                     |
| 5.   | 俾士（Mr. G. Piercy）                | 1878年-1892年 | 由「拔萃書室」校長俾士兼任校長                     |
| 6.   | 莊思端                               | 1894年-1898年 |                                                    |
| --   | Ms. R. Hawker                        | 1899年        | 代理                                               |
| 7.   | Ms. E. Skipton                       | 1899年-1920年 | 定下創校校名－拔萃女書院（Diocesan Girls' School） |
| 8.   | Ms. C.A. Ferguson                    | 1921年-1925年 | 定下校訓                                           |
| 9.   | Ms. H.D. Sawyer                      | 1925年-1939年 |                                                    |
| 10.  | Ms. E.M. Gibbins                     | 1939年-1941年 | 香港淪陷期間遭關押于赤柱監獄                       |
| --   | Various Acting Heads                 | 1941年-1945年 | 代理，包括西門士夫人 （Dr. C. J. Symons）          |
| --   | Mr. J.L. Youngsaye                   | 1945年-1946年 | 代理                                               |
| 11.  | Ms. A.W. Hurrell                     | 1946年-1951年 |                                                    |
| --   | Ms. M. Fisher                        | 1951年-1953年 | 代理                                               |
| 12.  | 西門士夫人（Dr. C.J. Symons）        | 1953年-1985年 | 首位混血及已婚校長                                 |
| 13.  | 劉龐以琳（Mrs. Elim Lau, JP）        | 1985年-1999年 | 首位華人校長                                       |
| 14.  | 劉靳麗娟（Mrs. Stella Lau, SBS, JP） | 1999年-2024年 | 政協青海省委員會教育政協委員                       |

## 社堂
- 拔萃女書院目前共有五個社堂，分別以歷任校長命名。
- 社堂制度於1946年由當時的校長Ms. Hurrell引進，當時設有四個社堂，分別為Skipton、Sawyer、Gibbins和Smith（紀念施美夫會督夫人Lydia Smith）。
- 1951年，Ms. Hurrell辭職返英，Smith House不久易名Hurrell House。
- 1985年，校長西門士夫人退休後，校方設立第五個社堂 Symons House，作為紀念。
- 自1899年以來的英國及混血裔校長中，目前只有Ms. Ferguson尚未有命名的社堂。Ms. Ferguson在任四年，定下校訓，1925年在任內病逝。

## 重建

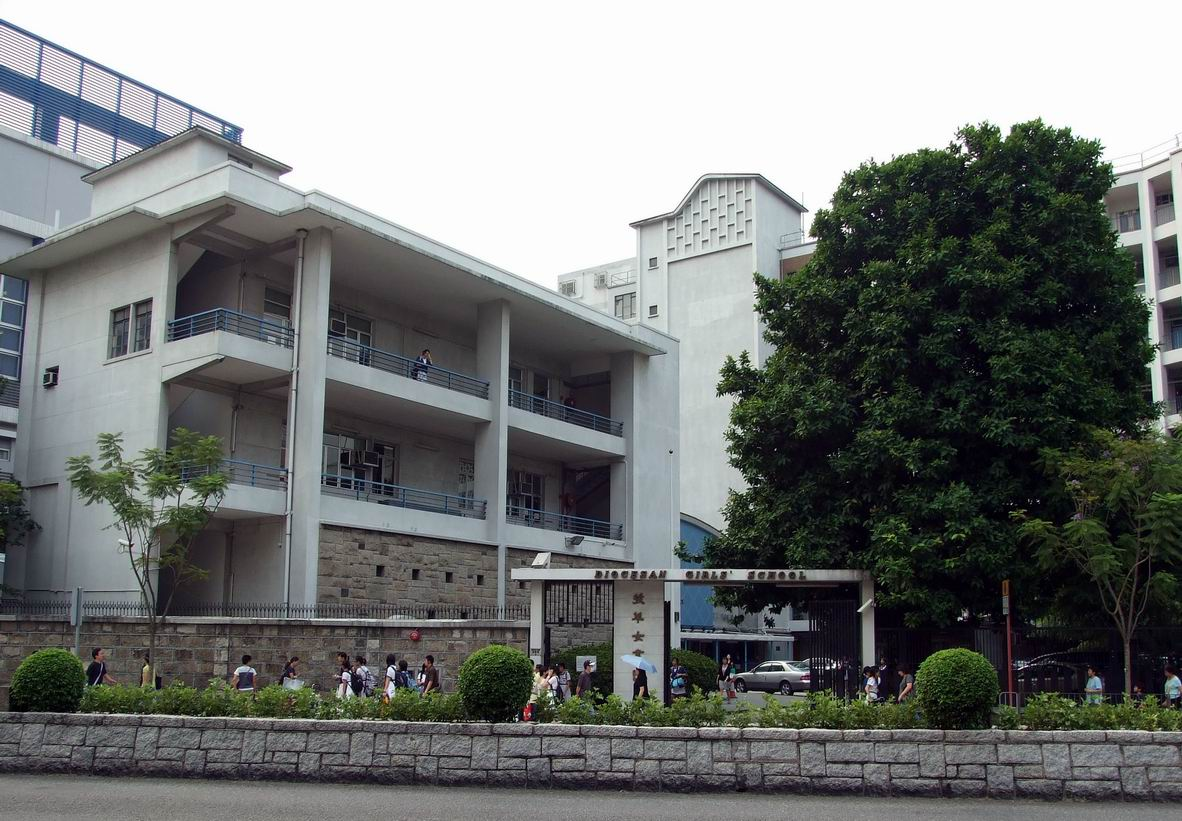
拔萃女書院（重建前）

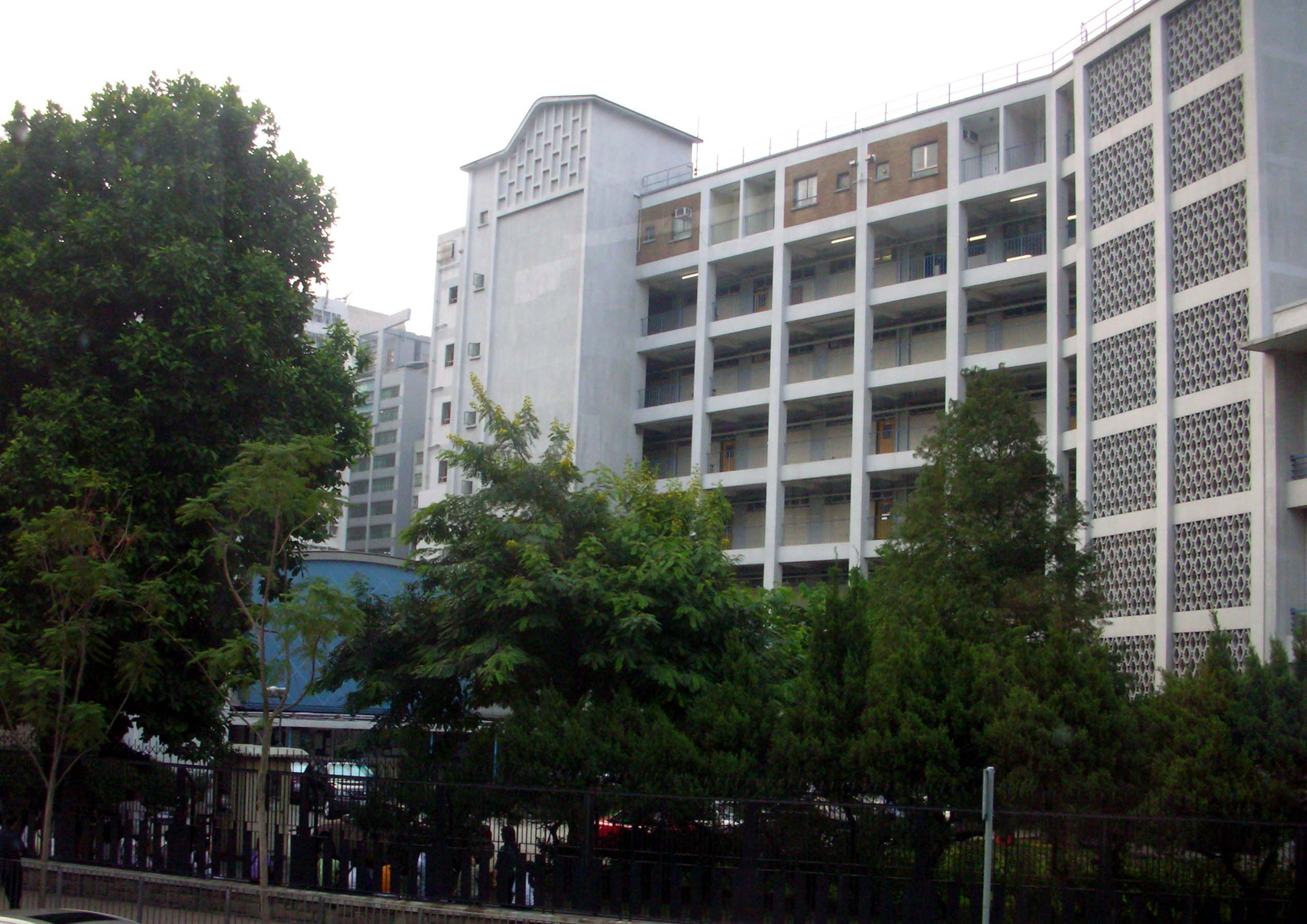
拔萃女書院校舍外觀（重建前）

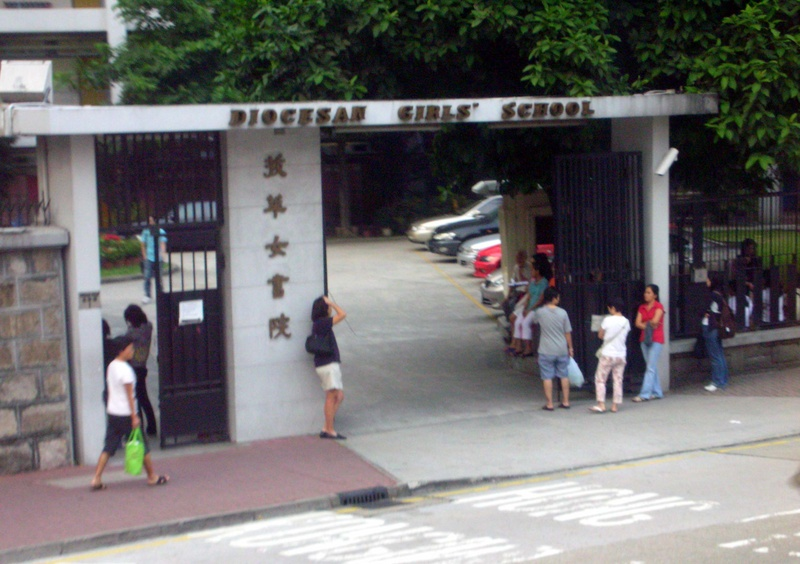
拔萃女書院正門（重建前）

由於重建前拔萃女書院及拔萃女小學位於佐敦的校園不敷應用，校方於2007年決定全面重建佐敦校園，以提供更多的教室、活動室及教學設施，容納因中小學結龍後增加的班別。
整個重建項目最終在2009年4月、即學校復活節假期後開始，經過2年時間後，並於2011年9月1日啓用，作爲該校150周年校慶的其中一項慶祝活動。在重建期間，拔萃女書院和拔萃女小學的師生分別遷往位於深水埗及將軍澳的臨時校舍上課。校方把整個耗資近6億港元的重建計劃命名為“卓越菁莪”，當中中學部造價3.8億元，政府資助2億元，小學的造價則為2.1億元，政府資助1.6億元。因應整個重建計劃耗資龐大，校方啓動了一名為“DGS任務”的籌款計劃，舉辦抽獎銷售、校慶晚宴、步行籌款等各式活動籌款以支持重建所需的費用。
然而，在校方提出重建計劃的時候，曾經遭受大批舊生的反對，認爲破壞了學校悠久的歷史、以及認為舊樓設備精良，足以容納所有的課堂進行。因而舊生們在重建計劃的初段曾成立各種團體，以及在Facebook等社交網站作出抗議。
因為學校土地面積不足，學校的建築師決定在將大量不需要日光照射的設施遷移至校園14米高的基座，以騰出空間在基座再興建教學大樓。此外，中小學的教學大樓採用十字架式的佈局，一方面爭取更多的空間興建附屬設施，另一方面亦讓教學大樓課室的景觀更加開揚，避免在新校園造成壓迫感。
新校園主建築共有十層，校園總面積由重建前的1.6萬平方米增至4.4萬平方米。中、小學共設有60個課室、25米游泳訓練池、1,400座位大演奏廳、 300人小教堂、田徑訓練場等一般學校不常見的設施。由於考慮到中、小學部是獨立營運的關係，兩校的大門分別一如以往地設於佐敦道及加士居道。不過，爲了顯示兩校緊密的關係，新校園的教學大樓中央設一名為“學習的階梯”的樓梯，從校園3樓的教學大樓入口貫穿各層直至8樓。
因應新校舍面積較大，校方將之分開為六部分管理，分別為：
1. 小學部教學大樓（New Junior School Classroom Wing）
2. 小學部禮堂大樓（New Junior School Assembly Wing）
3. 中學部大樓（New Symons Wing & Gibbins Wing）
4. 中學部禮堂大樓（New Assembly Hall Wing）
5. 賽馬會樓（Jockey Club Wing）
6. 禮拜堂大樓（New School Chapel）

重建後的校園設有以下的新設的設施（部分）：
| 設施                               | 樓層位置 | 所屬大樓                                           |
| ---------------------------------- | -------- | -------------------------------------------------- |
| 1.田徑運動場                       | L4       | 中學部禮堂大樓（New Assembly Hall Wing）           |
| 2.音樂廳（Auditorium）             | L1-L2    | 中學部禮堂大樓（New Assembly Hall Wing）           |
| 3.網球場                           | L7       | 中學部大樓（New Gibbins Wing）                     |
| 4.投球場                           | L9       | 中學部大樓（New Gibbins Wing）                     |
| 5.中間花園（Middle Garden）        | L5       | 小學部禮堂大樓（New Junior School Assembly Wing）  |
| 6.小學部樓頂花園（Rooftop Garden） | L9       | 小學部禮堂大樓（New Junior School Assembly Wing）  |
| 7.小學圖書館                       | L1-L2    | 中學部大樓（New Gibbins Wing）                     |
| 8.中學圖書館                       | L3       | 中學部大樓（New Gibbins Wing）                     |
| 9.拔萃女廣場（DGS Plaza）          | L2       | /                                                  |
| 10.舊生花園（DOGA Place）          | L1       | /                                                  |
| 11.校務處                          | L2       | 中學部大樓（New Symons Wing）                      |
| 12.游泳池                          | L1       | 禮拜堂大樓（New School Chapel）                    |
| 13.演講廳                          | L2       | 禮拜堂大樓（New School Chapel）                    |
| 14.禮拜堂                          | L4       | 禮拜堂大樓（New School Chapel）                    |
| 15.中學部禮堂                      | L2       | 中學部禮堂大樓（New Assembly Hall Wing）           |
| 16.小學部禮堂                      | L1       | 小學部禮堂大樓（New Junior School Assembly Wing）  |
| 17.小學部教室                      | L5-8     | 小學部教學大樓（New Junior School Classroom Wing） |
| 18.中學部教室                      | L4-8     | 中學部大樓（New Symons Wing）                      |
| 19.外賓旅舘                        | L9-10    | 中學部大樓（New Symons Wing）                      |

### 拔萃女廣場及舊生花園
自從拔萃女書院創校以來，該校位於佐敦道入口的一小片空地一直都是校園舉辦活動的地方。在重建新大樓的過程中，建築師將有關的空地加以擴大，禁止車輛駛進，並廣植林木。與重建前不同的是，重建後的廣場更需擔當連接地面佐敦道正門入口至3樓教學大樓入口的角色，因此建築師在入口興建了斜台和樓梯到達二樓的廣場，並在廣場的另一邊興建通往3樓教學大樓入口的樓梯，以提升廣場的可達度。而位處廣場下層的一樓花園，則被命名為舊生花園（DOGA Place），展出學校的歷史文物。

## 重要事件

### 通識科教師楊子俊
- 在2019年6月12日香港反對逃犯條例修訂草案佔領行動中，拔萃女書院一名於香港大學社會科學系畢業、入職約兩年的通識科男教師楊子俊於金鐘懷疑被橡膠子彈擊中右眼，右眼流血，視力受損。楊子俊教師於2019年6月13日凌晨出院，但隨即被香港警察拘捕，扣押在油麻地警署[4][5]。 楊子俊已於2020年7月離職[6]。

## 資料來源
1. ↑  .   [2018-01-19]. （原始内容存档于2020-10-27）.
2. ↑  Author unknown, 'Diocesan Girls' School, Kowloon: A Brief History 1860-1977' (Hong Kong: DGS, 1977)
3. ↑  .   [2012-09-02]. （原始内容存档于2018-02-10）.
4. ↑  . 香港01.   [2019-06-13]. （原始内容存档于2020-11-22）.
5. ↑  . 蘋果日報.   [2019-06-13]. （原始内容存档于2020-03-08）.
6. ↑  . 明報. 2020-06-18  [2020-11-13]. （原始内容存档于2020-11-22）.

## 外部連結
- 拔萃女書院網站（页面存档备份，存于）
- 九龍佐敦道拔萃女書院（一所直接資助計劃學校）重建計劃（页面存档备份，存于）立法會工務小姐委員會文件